# Lalitha Kumari
Lalitha Kumari (nacida el 18 de mayo de 1967) es una actriz de cine india e hija del actor tamil CL Anandan (protagonista de muchas películas, incluidas Vijayapuri Veeran y Kaattumallika) y hermana menor de la actriz Disco Shanti.

## Vida personal
Lalitha Kumari se casó con el actor Prakash Raj en 1994 y la pareja tiene dos hijas y un hijo (que murió en 2004). La pareja se divorció en 2009

## Vida profesional
Lalitha Kumari protagonizó muchas películas, junto a personajes como Goundamani, Senthil y otros actores principales. También ha desempeñado papeles importantes en películas como Manadhil Urudhi Vendum, Pudhu Pudhu Arthangal, Pulan Visaranai y Sigaram. Lalitha Kumari ha realizado alrededor de 30 películas y ha dejado su huella en la industria del cine tamil. 
Después de su matrimonio, con el actor Prakash Raj, abandonó la industria cinematográfica en 1995.
Ella hace su reingreso al Kollywood en la película tamil Muriyadi. actuando como esposa de Sathyaraj. Sin embargo, la película ha permanecido archivada y retrasada por razones desconocidas.

## Filmografía parcial
| Año  | Película                    | Papel              | Idioma | Notas    |
| ---- | --------------------------- | ------------------ | ------ | -------- |
| 1987 | Manadhil Urudhi Vendum      | Vasu               | Tamil  |          |
| 1988 | Veedu Manaivi Makkal        |                    | Tamil  |          |
| 1989 | Pudhu Pudhu Arthangal       | Esposa de Jolly    | Tamil  |          |
| 1989 | Mappilai                    |                    | Tamil  |          |
| 1990 | Pulan Visaranai             | Kasthuri           | Tamil  |          |
| 1990 | Aarathi Edungadi            |                    | Tamil  |          |
| 1990 | Ulagam Pirandhadhu Enakkaga |                    | Tamil  |          |
| 1990 | Neengalum Herothan          | Rani               | Tamil  |          |
| 1990 | Madurai Veeran Enga Saami   |                    | Tamil  |          |
| 1990 | Pathimoonam Número Veedu    | Rekha / Fantasma   | Tamil  |          |
| 1991 | Sigaram                     |                    | Tamil  |          |
| 1992 | Pokkiri Thambi              | Hermana de Maruthu | Tamil  |          |
| 1993 | Parvathi Ennai Paradi       |                    | Tamil  |          |
| 1993 | Vedan                       |                    | Tamil  |          |
| 1995 | Karnaa                      | Chellamma          | Tamil  |          |
| 1995 | Marumagan                   | Kannamma           | Tamil  |          |
| 1995 | Nadodi Mannan               | Kuyil Aatha        | Tamil  |          |
| TBA  | Muriyadi                    |                    | Tamil  | Demorado |